# Ахтерхщевен
Ахтерщевен (на нидерландски: achtersteven, achter – заден, steven – нос, стойка) е задният край на кораб, който представлява твърда греда или рама със сложен профил и форма, в която се съединяват вертикално кила, борда, обшивката и набора; към него е закачен корабния рул.

## История
Възникването на идята за рул на ахтерщевена се отнася към периода 1200 – 1400 г., след появата на руля по корабите на територията на Европа. Северните съдове на викингите от този период имат еднакви щевни, т.е. формата на носа и кърмата е идентична. Управлението на съда с рулеви весла или чрез рул във формата на весло изключва необходимостта от особена форма на съда. След като корабостроителите решават да приложат замисъла за рул на ахтерщевена, претърпява изменение и формата на щевена. От извит той е изменен на прав. С появата на ахтерщевена, двата края на съда стават различни по форма.
Документално е известно, че върху печата на порт Дувър, през 1284 г., е изображен кораб с рубки, които се опират на две арки, и стоят на форщевен и ахтерщевен.
При дървените кораби ахтерщевена е направен от цяла греда, а при металните, при по-ранните модели, се отливат или изковават заедно с кронщайните на гребните валове. При това на дв- или тривинтовите съдове ахтерщевена се състои от две вертикални части, които се съединяват в заключване.